# Neoscotia placida
Neoscotia placida är en tvåvingeart som först beskrevs av Robineau-desvoidy 1863.  Neoscotia placida ingår i släktet Neoscotia och familjen parasitflugor.
Artens utbredningsområde är Frankrike. Inga underarter finns listade i Catalogue of Life.